# John Geoffrey Bruce
John Geoffrey Bruce, britanski general, * 1896, † 1972.